# Erylus
Erylus is een geslacht van sponsdieren uit de klasse van de Demospongiae (gewone sponzen).

## Soorten
| - E. aleuticus Lehnert, Stone & Heimler, 2006 - E. alleni de Laubenfels, 1934 - E. almirante Vieira, Cosme & Hajdu, 2010 - E. amissus Adams & Hooper, 2001 - E. amorphus Burton, 1926 - E. amphiastera Wintermann-Kilian & Kilian, 1984 - E. aspidodiscus Topsent, 1928 - E. bahamensis Pulitzer-Finali, 1986 - E. burtoni Lévi & Lévi, 1983 - E. caliculatus Lendenfeld, 1910 - E. cantabricus (Ferrer-Hernández, 1912) - E. carteri Sollas, 1888 - E. circus Adams & Hooper, 2001 - E. citrus Adams & Hooper, 2001 - E. corneus Boury-Esnault, 1973 - E. cornutus Wilson, 1925 - E. corsicus Pulitzer-Finali, 1983 - E. cylindrigerus Ridley, 1884 - E. decumbens Lindgren, 1897 - E. deficiens Topsent, 1927 - E. diminutus Mothes, Lerner & Silva, 1999 - E. discastera Dickinson, 1945 - E. discophorus (Schmidt, 1862) - E. expletus Topsent, 1927 - E. fallax Sim-Smith & Kelly, 2015 - E. fibrillosus Lévi & Lévi, 1983 - E. fluminense Vieira, Cosme & Hajdu, 2010 - E. formosus Sollas, 1886 - E. fromontae Adams & Hooper, 2001 - E. geodiformis (van Soest & Stentoft, 1988) - E. geodioides Burton & Rao, 1932 - E. gilchristi Burton, 1926 - E. globulifer Pulitzer-Finali, 1993 | - E. goffrilleri Wiedenmayer, 1977 - E. granularis Topsent, 1904 - E. inaequalis Kieschnick, 1896 - E. incrustans Lehnert & van Soest, 1999 - E. koreanus Rho & Sim, 1979 - E. latens Moraes & Muricy, 2007 - E. lendenfeldi Sollas, 1888 - E. listeri (Bowerbank, 1858) - E. mamillaris (Schmidt, 1862) - E. megaster Lendenfeld, 1907 - E. ministrongylus Hechtel, 1965 - E. monticularis Kirkpatrick, 1900 - E. niger Bergquist, 1968 - E. nobilis Thiele, 1900 - E. nummulifer Topsent, 1890 - E. oblongus Topsent, 1928 - E. oxyaster Lendenfeld, 1910 - E. papillatus Topsent, 1927 - E. papulifer Pulitzer-Finali, 1983 - E. philippinensis Lévi & Lévi, 1989 - E. placenta Thiele, 1898 - E. polyaster Lendenfeld, 1907 - E. proximus Dendy, 1916 - E. revizee Vieira, Cosme & Hajdu, 2010 - E. rotundus Lendenfeld, 1910 - E. schmiederi Austin, 1996 - E. soesti Mothes & Lerner, 2001 - E. sollasi Lendenfeld, 1910 - E. topsenti Lendenfeld, 1903 - E. toxiformis Mothes & Lerner, 1999 - E. transiens (Weltner, 1882) - E. trisphaerus (de Laubenfels, 1953) |